# Hilaire Nkounkou
Hilaire Nkounkou, född 1923, död 1997. Pastor, teol. lic, rektor vid Mansimou teologiska seminarium i Brazzaville i Kongo-Brazzaville.

## Psalmer
- Se, jag vill bära ditt budskap, Herre